# 大眼低紋鮨
大眼低紋鮨（学名：Hypoplectrus providencianus），為輻鰭魚綱鱸形目鱸亞目鮨科的其中一種，被IUCN列為次級保育類動物，分布於中西大西洋的哥倫比亞海域，為底棲性魚類，屬肉食性，生活習性不明。